# Bulgăreni
Bulgăreni (węg. Bogárfalva) – wieś w Rumunii, w okręgu Harghita, w gminie Lupeni. W 2011 roku liczyła 279 mieszkańców.